# فريدريك ستيفن همفريز
فريدريك ستيفن همفريز (بالإنجليزية: Frederick S. Humphries)‏ هو كيميائي أمريكي، ولد في 26 ديسمبر 1935.

## وصلات خارجية
- فريدريك ستيفن همفريز على موقع إن إن دي بي (الإنجليزية)